# エレオノラ・シアーズ
エレオノラ・シアーズ（Eleonora Sears, 1881年9月28日 - 1968年3月16日）は、アメリカ・マサチューセッツ州ボストン出身の女子テニス選手。フルネームは Eleonora Randolph Sears （エレオノラ・ランドルフ・シアーズ）という。1910年代の全米選手権で活躍し、女子ダブルス4勝・混合ダブルス1勝を挙げた選手である。シングルスでは1912年に準優勝があった。彼女は全米選手権男子シングルスの初代優勝者、リチャード・シアーズの姪にあたる。彼女は“Eleo”（エレオ）という愛称で呼ばれた。右利きの選手。

## 来歴
エレオノラの父親であるフレッド・シアーズは、1874年にジェームズ・ドワイトと一緒に「アメリカで最初にテニスを紹介した選手」として知られる。おじのリチャード・シアーズは、7年後の1881年に創設された「全米シングルス選手権」（最初の名称）で第1回大会の優勝者になった。エレオノラは乗馬・ゴルフ・競歩などの多彩なスポーツをこなし、自宅のあるボストンから40マイル（約64km）離れたロードアイランド州プロビデンスの間を競歩の速さで往復したという。精力的な女子スポーツ選手であったエレオノラは、1911年に30歳でテニスの全米選手権に初出場し、女子ダブルスでヘイゼル・ホッチキスと組んで初優勝した。翌1912年、シアーズは2年連続で女子シングルスの「チャレンジ・ラウンド」（挑戦者決定戦）決勝に進出する。当時の全米選手権では、「チャレンジ・ラウンド」から「オールカマーズ・ファイナル」（大会前年度優勝者とチャレンジ・ラウンド勝者で優勝を争う）の流れで優勝者を決定した。1911年のチャレンジ・ラウンド決勝でフローレンス・サットン（メイ・サットンの妹）に敗れ、大会前年優勝者であったホッチキスへの挑戦権獲得を逃したシアーズは、1912年もメアリー・ブラウンに 4-6, 2-6 で敗れた。しかし、ホッチキスは結婚のため1912年の大会に参加せず、この年は「オールカマーズ・ファイナル」が行われなかった。この方式の場合、自動的に決勝に進出できる前年優勝者が出場しなかった場合は、チャレンジ・ラウンドの決勝結果を優勝記録表に記載する。こうして、エレオノラ・シアーズは1912年の女子シングルス準優勝者になった。その後、1916年に4年ぶり3度目のチャレンジ・ラウンド準優勝があったが、彼女はとうとう女子シングルスのオールカマーズ・ファイナルに進出できなかった。全米選手権女子シングルスでは、この方式は1918年を最後に廃止された。
エレオノラ・シアーズは優れたダブルス選手として、1915年から1917年まで女子ダブルス3連覇を達成した。1915年は、結婚後4年ぶりに復帰したヘイゼル・ホッチキス・ワイトマンと組み、1916年と1917年はモーラ・ビュルステットと組んでいる。1916年はウィリス・デービスと組んだ混合ダブルスでも優勝し、この年は女子ダブルス・混合ダブルスの2冠を獲得した。この時期は第1次世界大戦の最中であったが、全米選手権は戦時中も開催が続行された。第1次世界大戦の終戦後、シアーズは1922年から1924年までウィンブルドン選手権にも挑戦したが、すべて初戦敗退に終わっている。全米選手権には、48歳を迎える1929年まで出場を続行した。
エレオノラ・シアーズは1968年3月16日、フロリダ州パームビーチにて86歳で死去した。彼女は全米選手権のダブルスにおける活躍を評価され、死の直後の1968年に国際テニス殿堂入りを果たした。

## 全米選手権の成績
- 女子ダブルス：4勝（1911年・1915年-1917年）
- 混合ダブルス：1勝（1916年）

（女子シングルス準優勝1度：1912年）